# Antonio Fausto Naironi
Antonio Fausto Naironi, nome italianizzato di Mehrej Ibn Nimrûm (Libano, 1635  circa – Roma, 3 novembre 1707), è stato uno scrittore, presbitero e orientalista libanese naturalizzato italiano.

## Biografia
Secondo l'estensore della voce «Naironi, Antonio-Fausto» nella Nouvelle Biographie Générale, Antonio-Fausto Naironi sarebbe nato intorno al 1635 a Ban, sul Monte Libano, nipote del letterato maronita Abraham Ecchellensis. Secondo le note biografiche del volume con la recente traduzione in lingua italiana del famoso opuscolo di Naironi sul caffè a cura del latinista Lucio Coco (Genova: Il melangolo, 2019, ISBN 978-88-6983-211-6), Antonio-Fausto Naironi / Mehrej Ibn Nimrûm apparteneva a una famiglia maronita libanese che si era trasferita a Roma prima della sua nascita avvenuta nel 1628.
All'età di dieci anni Naironi entrò nel Collegio Maronita di Roma, proseguì poi gli studi presso il Collegio Romano, quindi ritornò in Libano, presso la Chiesa maronita dove venne ordinato sacerdote: inviato nuovamente a Roma per motivi di studio dal Patriarcato di Antiochia, rimase nell'Urbe e nel 1666 divenne professore di lingua siriaca alla Sapienza e mantenne la cattedra fino al 1694. Svolse una importante attività scientifica nell'ambito delle lingue orientali . Nel 1703 curò una edizione poliglotta in lingua araba del Vangelo e degli Atti degli Apostoli.
Naironi è ricordato soprattutto per aver scritto il primo opuscolo pubblicato in Italia interamente dedicato al caffè. Naironi insegna, fra l'altro, come si prepara il caffè in Italia, offre numerose indicazioni pratiche e suggerimenti di ordine medico.

## Opere
- (LA) Faustus Naironus, De saluberrima potione cahue, seu cafe nuncupata discursus Fausti Naironi Banesii Maronitae, linguae Chaldaicae, seu Syriacae in almo vrbis archigymnasio lectoris ad eminentiss. ... D. Io. Nicolaum S.R.E. card, Romae, typis Michaelis Herculis, 1671. ( De saluberrima potione cahue.). Traduzione in lingua italiana: L'arte di bere caffè, introduzione, traduzione e note di Lucio Coco, Genova: Il melangolo, 2019, ISBN 978-88-6983-211-6
- Antonio Fausto Naironi, Discorso di D. Fausto Nairone Banesio Maronita Professore di lingua Caldea, ovver Siriaca, Milano, Francesco Vigone, 1672.
- (LA) Antonio Fausto Naironi, Dissertatio de origine, nomine, ac religione Maronitarum. Authore Fausto Nairono Banensi Maronita Chaldaicae, seu Syriacae linguae in almo urbis Archigymnasio lectore, Romae, Per Zachariam Dominicum Acsamitek à Kronenfeld Boëmum Pragensem, linguarum orientalium typographum, 1679.
- (LA) Antonio Fausto Naironi, Euoplia fidei Catholicae Romanae historico-dogmatica ex vetustissimis Syrorum, seu Chaldaeorum monumentis eruta. Authore Fausto Nairono Banensi Maronita, Romae, Typis S. Cong. de Prop. Fide, 1694.
- (LA) Antonio Fausto Naironi, Sacrosancta Jesu Christi evangelia jussu Sacrae Congregationis de Propaganda Fide ad usum ecclesiae nationis Maronitarum edita, Romae, Typis Sacrae Congreg. de Propag. Fide, 1703.
- (LA) Antonio Fausto Naironi, Acta apostolorum Epistolae catholicae, et divi Pauli jussu Sacrae Congregationis de Propagnada Fide ad usum ecclesiae nationis Maronitarum edita cum Apocalypsi D. Ioannis, Romae, Typis Sacrae Congreg. de Propag. Fide, 1703.